# Markgraafschap Nomeny
Nomeny was een tot de Boven-Rijnse Kreits behorend markgraafschap binnen het Heilige Roomse Rijk.
Nomeny behoorde oorspronkelijk tot het prinsbisdom Metz. De prinsbisschoppen bouwden er een fort in de 11e eeuw en een kasteel in de 14e eeuw. 
In 1551 kwam het als bisschoppelijk leen aan het Nicolaas van Lotharingen, graaf van Vaudemont, die regent was van het hertogdom Lotharingen in 1545 (6 maand) en een tweede maal van 1552-1559. Op 9 juni 1567 noemde hij zich markgraaf van Nomeny en in december 1569 hertog van Mercoeur. De hertogen van Mercoeur stierven uit in 1602 met Philips Emanuel. Zijn weduwe verkocht het markgraafschap in 1613 aan het hertogdom Lotharingen. Het markgraafschap bleef rijksonmiddellijk en Frankrijk deed als rechtsopvolger van het prinsbisdom afstand van de Metzer aanspraken op Nomeny.
Tijdens de Dertigjarige Oorlog werd Nomeny, zoals andere plaatsen in Lotharingen, verwoest. De bevolking van Nomeny vluchtte weg.  Kardinaal Richelieu eiste de afbraak van het fort, wat ook gebeurde.

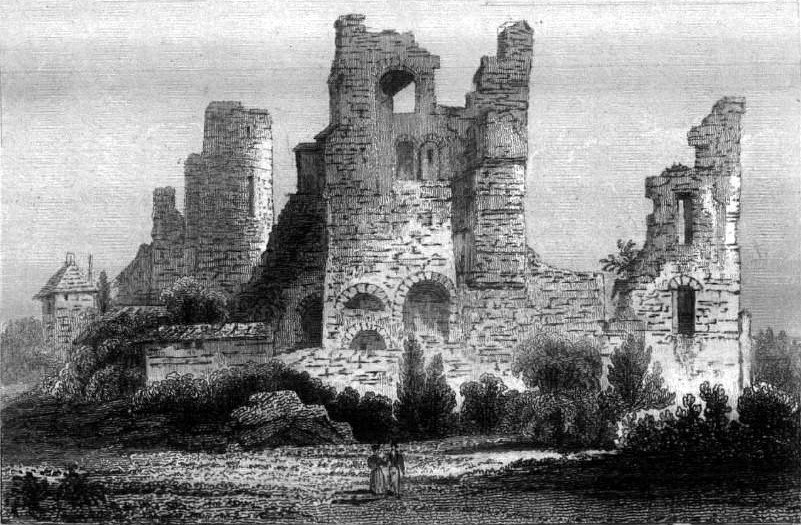
ruïnes van het fort Nomeny

Toen hertog Frans III Stefan in 1736 afstand deed van het hertogdom Lotharingen ten gunste van Stanislaus Leszczyński werd de leenband tussen Lotharingen en het Heilige Roomse Rijk opgeheven. De hertog bleef echter vertegenwoordigd in de Rijksdag en de kreits voor het graafschap Falkenstein. Sindsdien werd Frans III Stefan in de Rijksdag opgeroepen als markgraaf van Nomemy en graaf van Falkenstein. Zijn zoon, keizer Jozef II werd niet meer zo opgeroepen, maar alleen als graaf van Falkenstein.